# 강성훈
강성훈(姜成勳, 1980년 2월 22일~)은 대한민국의 가수인데, 그는 1997년에서 2000년까지 댄스 그룹 젝스키스의 메인보컬로서 활동했고, 2001년 이후에는 솔로 가수로서 활동했다. 이후 2016년에 젝스키스가 재결합을 하면서 활동을 재개하였으나 2019년 1월 1일 탈퇴하였다.

## 학력
- 서울신용산초등학교 (졸업)
- 용강중학교 (중퇴)
- 한국켄트외국인학교 고등부 (졸업)

## 활동
1980년 서울에서 출생해 한국켄트외국인학교를 졸업하고서 하와이에서 "리키 강"이라는 이름으로 유학하였다. 이때 훗날 젝스키스의 리더가 되는 은지원을 만나서 함께 생활하였다. 유학시절 음향, 음반 제작사 라인음향(미디어라인)의 프로듀서 김창환에 의해 스카웃되어 은지원과 함께 대한민국으로 돌아왔으며, 이후 1997년 6인조 댄스 그룹 젝스키스의 메인보컬로서 가요계에 데뷔했다.
젝스키스는 90년대 말 H.O.T.와 함께 인기를 구가했던 댄스 그룹으로서 1997년에서 2000년까지 활동하였다. (이후 2016년에 재결합) 당시 강성훈은 ‘살인 미소’라는 별명을 얻기도 하였다. 1998년에는 젝스키스 멤버들이 주축이 되어 출연한 영화 「세븐틴」의 주연을 맡아 연기를 하기도 하였다. 2000년 5월 18일 젝스키스가 돌연 해체함에 따라, 강성훈은 2001년 솔로 앨범을 발표하고 이후 솔로가수로서 활동하였다. 그러다가 2016년에 젝스키스 재결합으로 활동하였으나 2019년에 자진 탈퇴하고 2021년 FX엔터테인먼트에 들어가 다시 솔로가수로 활동 중이다.

## 앨범
- 2001년 5월 25일 1집 《비상(飛翔)》 - "축복", "영원히"
- 2002년 4월 1일 2집 《Kang Sung Hoon Vol.2》 - "My Girl", "네가 없는 날 위해", "회상"
- 2003년 6월 25일 3집 《Hoony 03》 - "아껴둔 이야기", "왜"
- 2004년 3월 25일 4집 《Everlasting》 - "보이지 않는 인사", "그것밖에", "사랑할 때 겪어야 할 일들"
- 2005년 3월 싱글 《My Hero》 - "My Hero"
- 2014년 4월 15일 싱글 《커플》 - "커플 (Feat. 낯선)"
- 2019년 12월 22일 싱글 《You Are My Everything》 - "You Are My Everything"
- 2021년 9월 25일 싱글 《우리가 어떻게 헤어져》 - "우리가 어떻게 헤어져"

## 출연

### 영화
- 1998년 《세븐틴》 - 상록 역

### 뮤지컬
- 1998년 《알리바바와 40인의 도적》 - 알리바바 역

### 예능
- 1998년 KBS 2TV 《TV는 사랑을 싣고》
- 2001년 MBC 《퀴즈 영화탐험》
- 2001년 KBS 2TV 《서세원쇼》
- 2001년 SBS 《좋은 친구들》
- 2001년 MBC 《전파견문록》
- 2001년 KBS 2TV 《쇼 파워 비디오》
- 2001년 SBS 《TV 동물농장》
- 2001년 KBS 2TV 《TV는 사랑을 싣고》
- 2001년 MBC 《TV특종 놀라운 세상》
- 2002년 SBS 《솔로몬의 선택》
- 2002년 MBC 《브레인 서바이버》
- 2002년 SBS 《진실게임》
- 2015년 tvN 《현장토크쇼 TAXI》
- 2016년 MBC 《무한도전》
- 2016년 MBC 《능력자들》 - 게스트
- 2016년 MBC 《황금어장 라디오스타》
- 2016년 SBS 《판타스틱 듀오》
- 2016년 KBS 2TV 《유희열의 스케치북》
- 2016년 MBC 《미스터리 음악쇼 복면가왕》 - 아름다운 밤이에요! 오스카!
- 2016년 MBC 《듀엣가요제》
- 2016년 SBS 《런닝맨》
- 2016년 MBC 《주간 아이돌》
- 2017년 MBC 《마이 리틀 텔레비전》
- 2017년 JTBC 《아는 형님》
- 2017년 MBC 에브리원 《비디오스타》
- 2018년 JTBC 《히든싱어 5》

### 라디오
| 연도 | 방송사     | 제목                  | 날짜     |
| ---- | ---------- | --------------------- | -------- |
| 2016 | SBS 파워FM | 《김창렬의 올드스쿨》 | 5월 16일 |
| 2016 | SBS 파워FM | 《박소현의 러브게임》 | 5월 30일 |

## 수상 경력
- 2002년 - SBS 가요대전 인기상
- 2002년 - mnet 쇼킹엠, 마이걸1위[1]
- 2003년 - KMTV 쇼뮤직탱크, 아껴둔 이야기 1위[2]

## 홍보대사
- 2003년 4월 국무총리 청소년보호위원회(현 여성가족부) 청소년보호 홍보대사
- 2010년 6월 한국해비타트 홍보대사

## 사건 · 사고

### 병역특례 비리 사건
강성훈은 2005년 8월부터 한 게임개발업체에서 대체 복무를 했지만, 2007년 병역특례 비리수사에서 부실 복무 사실이 드러났다. 이후 병무청으로부터 재입대처분을 받고 재검을 거쳐 공익근무요원으로 판정받았다. 그러나 무릎치료를 이유로 재입대를 연기하였다.
그런데 2013년 11월 14일자 기사에 의하면 당시까지도 재입대하지 않았다고 한다. 2016년 기준 현재까지도 입대하였다는 기사는 찾을 수 없다. 일각에서는 강성훈이 아래에서 보다시피 '사기죄로 유죄판결을 받았기 때문에 병역의무가 면제된 것일지도 모른다'라고 추측하지만, 범죄 전과때문에 병역의무가 면제되려면 1년 6개월 이상의 실형을 선고받아야 한다. 그런데 강성훈은 사기죄로 유죄판결을 받긴 했지만, 실형이 아니라 집행유예를 선고받았었다. 따라서 강성훈의 범죄 전과는 병역의무 면제 사유가 되지 않는다. 결국 왜 아직까지 재입대를 하지 않았는지 그 이유는 밝혀진게 없으며, 강성훈 본인도 이에 대해 언급한 바가 없다.

### 사기사건 (총 6건 중 1건 유죄, 5건 무혐의)
2011년부터 2013년까지 5건의 사기사건에 휘말렸다. 이후 잠잠하다가 2015년에 또 다시 1건의 사기사건에 휘말렸다. 그리하여 총 6번 사기혐의로 고소되었다. 그 중 1건은 최종적으로 유죄판결(집행유예)을 받았고, 5건은 무혐의 처분을 받았다.

#### 2011년 사건 (총 1건)
2011년 사기 혐의로 고소되었고, 2012년 3월 30일 구속되었다. 같은 해 9월 5일에는 보석신청이 받아들여져 석방되었다. 즉 불구속상태에서 재판을 받을 수 있게 되었다. 2013년 2월 13일 1심판결이 선고되었는데, 징역 2년 6개월이 선고되어 법정구속되었다. 강성훈은 바로 항소를 제기했다. 항소심에서 강성훈은 무죄 주장을 철회하고 양형부당(형량)만 주장하며 재판부에 선처를 호소했다. 2013년 9월 5일 항소심 판결이 선고되었다. 재판결과는 징역 1년 6개월, 집행유예 2년이었다. 당시 재판부는 “액수가 너무 커서 고민을 많이 했다”면서도 "피고인이 초범인데다 반성하고 있어, 다시 한번 기회를 주길 했다”고 했다. 집행유예 선고를 받음에 따라 강성훈은 출소하였고 재판은 종결되었다. 한편 이 사건의 유죄판결로 인해 강성훈은 MBC 예능본부에 의해 출연금지 연예인 리스트에 등록되어 있었으나, 2016년 4월 무한도전 제작진의 요청으로 출연금지가 해제되었다.
한편 대법원 판례에 의하면, 빌린 돈을 갚지 않았다고해서 사기죄가 성립하는 것은 아니다. 갚을 의사나 갚을 능력이 없음에도 갚을 의사 및 갚을 능력이 있는 듯이 타인을 속이고 돈을 빌린 경우에만 사기죄가 성립한다. 이 사건에서도 법원은 강성훈에게 유죄판결을 내리면서 "강성훈은 돈을 빌릴 당시 갚을 의사나 갚을 능력이 없었다"고 판결 이유를 설명하였다.

#### 2013년 사건 (총 4건)
2013년 다른 사람들로부터 추가로 4건의 고소를 당했다. 그러나 이 4건에 대해서는 검찰이 무혐의 처분을 하였다.

#### 2015년 사건 (총 1건)
2015년 4월 사기혐의로 고소당했다. 이 고소건에 대해서는 2015년 8월 수사기관에서 무혐의 처분을 내렸다.
2017년 비하 (총 3건)
2017년 자기자신을 대상으로 한 팬미팅 자리에서 <nowiki>요즈음 아이돌은 다 못생겼다라고 하여 네티즌의 비난을 피하지 못하였고, 이후 1개월만에 MBC 비디오스타에 게스트로 출연하여 차은우가 잘생긴거 나는 잘 모르겠는데라고 하였다. 2019년 젝스키스에서 스스로 자진 탈퇴했다

## 같이 보기
- 젝스키스